# Швайккерсгаузен
Швайккерсгаузен (нім. Schweickershausen) — громада в Німеччині, розташована в землі Тюрингія. Входить до складу району Гільдбурггаузен. Складова частина об'єднання громад Гельдбургер-Унтерланд.
Площа — 9,75 км2. Населення становить 174 ос. (станом на 31 грудня 2021).

## Галерея

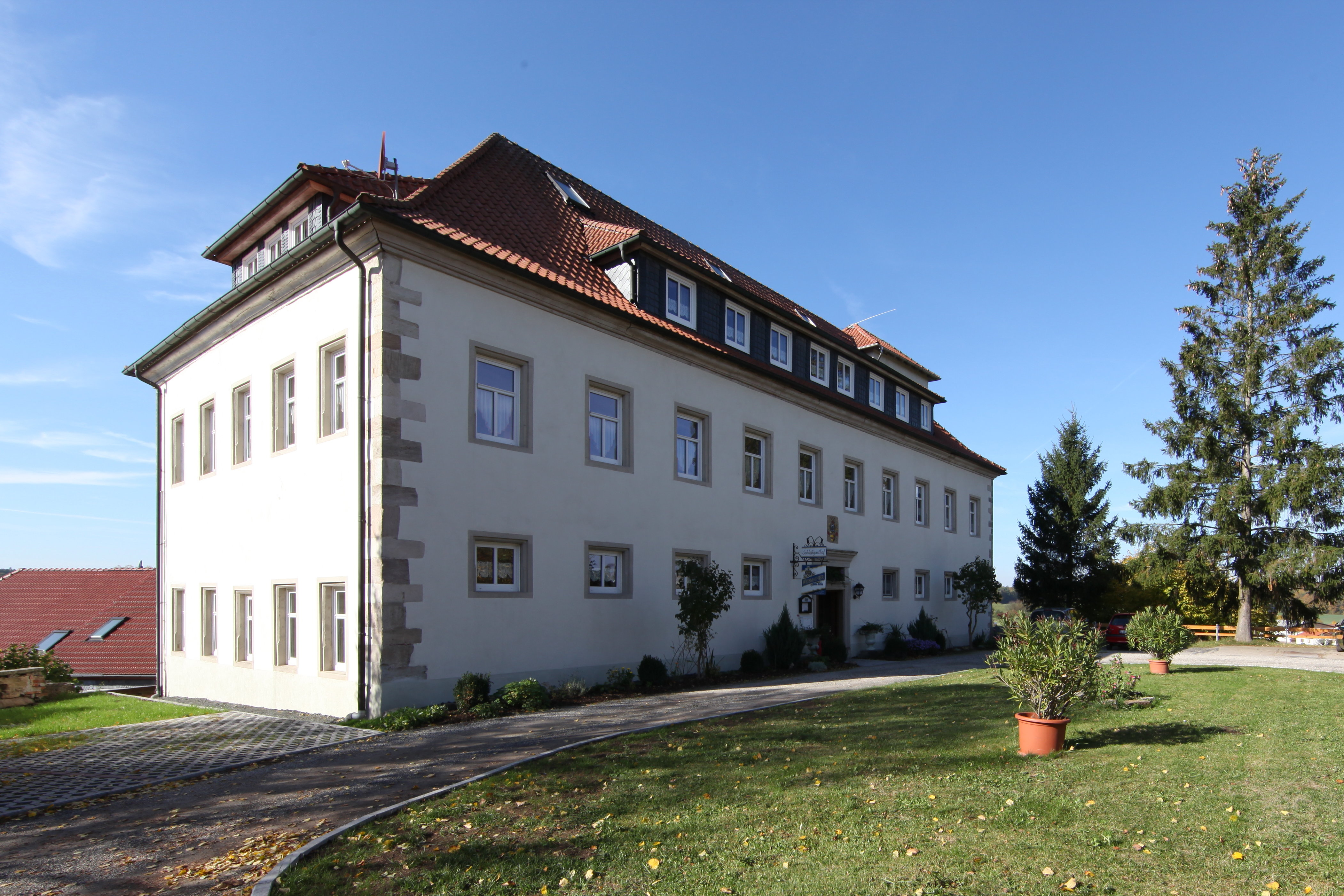